# Đêm hội Long Trì
Đêm hội Long Trì là một cuốn tiểu thuyết lịch sử của nhà văn Nguyễn Huy Tưởng.
Tác phẩm chọn một thời đoạn lịch sử điển hình cho sự suy thoái và phân rã của xã hội, nên có nhiều đất đai cho việc khai thác các mâu thuẫn và xung đột; cho sự mở rộng và đào sâu vào thế giới nhân vật; cho sự triển khai các mạch truyện và chủ đề; và cho sự gửi gắm nhiều ý tưởng rút từ lịch sử, trong gắn nối và soi sáng các vấn đề của thời hiện tại.
Thoát khỏi sự nô lệ hoặc mô phỏng, minh họa lịch sử, trong Đêm hội Long Trì, Nguyễn Huy Tưởng đã thu gọn sự miêu tả từ điểm xuất phát là một đêm hội, để từ đêm hội mà mở rộng mạch truyện trên hai tuyến nhân vật đối lập, cùng với số phận bị kẹt giữa hai phía của một số nhân vật khác. Từ trung tâm là một chuyện tình của cặp nhân vật Bảo Kim và Quỳnh Hoa mà mở rộng sang các mối quan hệ khác như quan hệ thầy trò, bè bạn, bố mẹ-con cái, anh em, vua tôi... trong một cuộc sống rối ren, hỗn loạn, hết cả kỷ cương và đạo lý. Và khi cái ác được đẩy tới tận cùng thú tính của nó qua nhân vật Cậu Giời Đặng Mậu Lân, và phía sau là mưu đồ và thủ đoạn của người đàn bà đẹp Tuyên phi Đặng Thị Huệ, thì cái thiện cũng phải biết cách tập hợp lực lượng và huy động tổng lực sức mạnh của nó để chống đỡ, và cuối cùng là chiến thắng, trong một kết thúc "có hậu" theo cảm quan Văn học dân gian...

## Nội dung
Đêm hội Long Trì - những sinh hoạt xưa kia ở kinh kỳ mà trong đó, huyên náo những cảnh lộng hành bạo ngược của chị em bà Chúa Chè người Kinh Bắc... Nhưng chồng chất giữa những oan khiên này, vẫn thấy được đời sống người Kẻ Chợ cùng mọi quang cảnh phố phường sinh sôi. Đấy là sức sống âm thầm mà mãnh liệt của bách tính đã làm nên bao đời Kẻ Chợ. Thăng Long nhộn nhịp suốt sáng không biết có đêm trong những đêm hội Long Trì quanh hồ Gươm, hồ Tây...

## Đón nhận
Tiểu thuyết Đêm hội Long Trì đã được chuyển thể thành phim, kịch, cải lương, tuồng, chèo... và trở thành nguồn tham khảo cho nhiều tác phẩm khác.

## Một số chi tiết hư cấu
Cuốn tiểu thuyết này dựa trên lịch sử nên nhiều tình tiết và các nhân vật là có thật. Tuy nhiên, tình tiết Cậu Giời Đặng Mậu Lân bị một võ quan thanh liêm chém chết ở cuối truyện là không có thật.